# Tocá para mí
Tocá para mí es una película de Argentina filmada en colores dirigida por Rodrigo Fürth sobre su propio guion escrito en colaboración con Eduardo Rudeman que se estrenó el 17 de mayo de 2001 y tuvo como actores principales a Hermes Gaido y  María Laura Frigerio. María Eugenia Sueiro trabajó como Asistente de director artístico.
El filme se exhibió en los festivales de Berlín, Mar del Plata, Toulouse (Francia) y Lleida (España).

## Sinopsis
Después que muere su padre adoptivo, Carlos, el baterista de un grupo punk, viaja a un pueblo perdido de Los Ángeles que sólo tiene la estación de un tren que ya no funciona, un despacho de bebidas, la iglesia y un prostíbulo, buscando rastros de su madre. En el lugar conocerá a una serie de personajes interpretados por actores cordobeses.

## Reparto
Participaron del filme los siguientes intérpretes:
- Hermes Gaido… Carlos
- María Laura Frigerio...La prostituta
- Alejandro Fiore
- Emilio Urdapilleta
- Bernardo Perco
- Colomba
- Beatriz Gutiérrez
- Sebastián Pinkiewitz
- Oscar Alegre
- Gustavo Garzón
- Ailí Chen

## Comentarios
Luciano Monteagudo en ‘’Página 12’’ dijo:

”Falsa road movie con veleidades de realismo mágico y un guion algo desarticulado que abreva tal vez demasiado del teatro…Si algo sostiene un filme como Tocá para mí es cierto heroísmo de sus protagonistas, los debutantes Hermes Gaido y Laura Frigerio”

Manrupe y Portela escribieron:

”Otra historia de saga juvenil y rutera, con alguna inquietud narrativa minada por el convencionalismo…La película permite la reaparición de Colomba, popular animadora televisiva de los años 60 y 70 en la Argentina.”

## Premios
Tocá para mí obtuvo los premios al mejor largometraje, a la mejor banda original de sonido y el Gran Camaleón (premio especial del jurado), en el Festival de Cine de Williamsburg Brooklyn.
Ailí Chen y María Laura Frigerio fueron nominadas al Premio Cóndor de Plata a la revelación femenina.